# سلیمه (گوزل‌یورت)
سلیمه (به ترکی استانبولی: Selime) یک منطقهٔ مسکونی در ترکیه است که در گوزل‌یورت واقع شده‌است.